# Farciminariidae
Famille
Les Farciminariidae sont une famille d'ectoproctes de l'ordre Cheilostomatida.

## Liste des genres
Selon World Register of Marine Species (31 mars 2016) :
- genre Columnella Levinsen, 1914
- genre Didymozoum Harmer, 1923
- genre Farciminaria Busk, 1852
- genre Farciminellum Harmer, 1926